# Вакуумно-дуговая печь
Дуговая вакуумная печь — устройство для получения высокой температуры для плавки металлов в вакууме энергией электрической дуги.

## Общее описание вакуумной дуговой печи
С возникновением таких точных отраслей промышленности как космическая, ракетостроение, атомная энергетика и тд, широкое распространение получили вакуумные печи. Печи используются для плавки высококачественных и высоколегированных сталей: нержавеющих, конструкционных, шарикоподшипниковых, тугоплавких и жаропрочных сплавов.
Вакуумно-дуговые печи позволяют получить такие преимущества, как низкое содержание газов и неметаллических включений в сплаве, высокую однородность и плотность слитка за счёт направленной кристаллизации жидкого металла, значительно улучшить свойства металла.
В вакуумных печах благодаря их конструкции (использование водоохлаждаемого корпуса и нержавеющей стали) возможно достижение особых условий: самых высоких температур до 2000 °С и высоких давлений. Вакуум в печах позволяет проводить широкий спектр термообработок: сушка, спекание, плавка и т. д. Управление температурным режимом может производиться как вручную, так и с помощью регулятора.

## История
В конце XIX века в металлургии все шире начинают использовать энергию электрического тока для получение наиболее качественных сплавов. Открытие электрической дуги и возможность плавки металлов связано с именем русского физика В. В. Петрова, в 1802 году он создал крупнейшую гальваническую батарею из медно-цинковых элементов.
Патент на первую электро-термическую печь в 1853 году был получен французским инженером Пишоном.
В 1898 году француз П. Эру получил патент на электропечь с электродами расположенными над ванной.
В 1909 году в России начинается промышленное производство стали на электропечах, в первый год на дуговой печи конструкции Эру, расположенной на Обуховском заводе в Петербурге было выплавлено 190 т качественной стали. В 1911 году было выплавлено уже 1120 т, а к 1913 году на заводах в России работало уже 4 печи, производившие в год 3500 т стали.
В 1915 году на Мотовилихинском заводе в Перми была пущена первая сталеплавильная однофазная печь сопротивления с нагревом ванны от расположенных над ней угольных стержней, созданная русскими инженерами С. С. Штейнбергом и А. Ф. Грамолиным. В дальнейшем аналогичные печи успешно выполняли военные заказы во время первой мировой войны.

## Процесс выплавки
Выделение тепловой энергии в дуговых печах происходит благодаря электрической дуге, являющейся одной из форм дугового разряда в газах. При таком небольшом объёме дуги возможно получение очень высоких температур, благодаря концентрации мощности в объёме. Высокая концентрация тепла и мощности в дуге позволяет нагревать металл за короткие промежутки времени. Различают 2 типа печей, прямого и косвенного действия. В печах прямого действия дуга горит между металлом и электродом, в печах косвенного действия нагрев металла происходит излучением, дуга горит между электродами. Условия теплопередачи значительно лучше в печах прямого действия, в этом случае очаг высоких температур находится максимально близко к металлу. Часть тепла из зоны высоких температур поглощается металлом, свод печи обладает экранизирующим действием, это позволяет сконцентрировать в дуге больше мощности и успешно проводить нагрев до высоких температур. Дуговые печи прямого действия не получили широкого применения для плавки дорогих металлов с низкой температурой испарения, так как вблизи поверхности металла происходит его испарение. Но более высокие температуры испарения и меньшая стоимость черных металлов делает недостаток печи прямого действия не существенным, если учесть достоинства этого типа, такие как: возможность проведение высокотемпературной обработки и большую производительность.
Дуговые печи широко распространены в чёрной металлургии и ферросплавной промышленности.
Существуют два типа дуговых вакуумных печей, с расходуемым и не расходуемым электродом. В первом типе дуга горит между расходуемым электродом и ванной металла, во втором между графитовым электродом и расплавляемым металлом.

## Достоинства и недостатки
Достоинства: возможность безокислительного нагрева металлов; во многих случаях применение низкого давления печной среды вместо защитных и инертных газов экономически выгоднее; обеспечение высокой чистоты металла благодаря вакууму; увеличение рабочей температуры в печи за счет защиты нагревателей от окисления — отсутствие контакта жидкого металла с керамическими материалами.
Недостатки: ограниченное время пребывания металла в жидком состоянии, что существенно снижает рафинирующие возможности вакуума.